# Бунге (місто)
Бу́нге (в 1924–1965 роках — селище шахти Юнком, у 1965—2016 роках — Юнокомунарівськ) — місто Єнакієвської міської громади Горлівського району Донецької області, Україна. Розташоване над річкою Булавинка. 2014 року селище налічувало 13945 мешканців. Входить до складу Горлівсько-Єнакієвської агломерації.

## Географія
Місто Бунге знаходиться поблизу залізничної станції Єнакієве на річці Булавинка (притока Кринки, басейн Міуса). Поверхня хвиляста, розчленована ярами і балками.  Перевищення висот до 200 м.

## Історія
Засноване в 1908 році, коли російсько-бельгійське металургійне товариство заклало шахту «Бунге» для постачання вугіллям Петровського металургійного заводу. В 1924 році шахті дали назву «Юнком» («Юний комунар»). Так само стало називатися й шахтарське селище. З 1965 року отримав статус міста. У 1979 році в місті проведений підземний ядерний вибух (Об'єкт «Кліваж») у рамках атомно-вибухового експерименту.
Протягом російсько-української війни 21 вересня 2014 року українські війська змушено відійшли з міста.
12 травня 2016 року ВР України постановила повернути місту історичну назву Бунге. Постанова набрала чинності 22 травня 2016 року.

## Населення

### Національний склад
Розподіл населення за національністю за даними перепису 2001 року:
| Національність  | Відсоток |
| --------------- | -------- |
| росіяни         | 54.99%   |
| українці        | 41.59%   |
| білоруси        | 1.21%    |
| татари          | 0.31%    |
| азербайджанці   | 0.29%    |
| молдовани       | 0.20%    |
| вірмени         | 0.19%    |
| сакартвельці    | 0.12%    |
| греки           | 0.10%    |
| інші/не вказали | 1.00%    |

### Мова
Розподіл населення за рідною мовою за даними перепису 2001 року:
| Мова            | Кількість | Відсоток |
| --------------- | --------- | -------- |
| російська       | 15769     | 88.45%   |
| українська      | 1933      | 10.84%   |
| білоруська      | 24        | 0.13%    |
| румунська       | 4         | 0.02%    |
| інші/не вказали | 98        | 0.56%    |
| Усього          | 17828     | 100%     |

За даними перепису 2001 року населення міста становило 17828 осіб, із них 10,84 % зазначили рідною мову українську, 88,45 % — російську, 0,13 % — білоруську, 0,04 % — вірменську, 0,02 % — румунську та польську, 0,01 % — болгарську, німецьку та угорську мови.

## Відомі люди
- Шевченко Іван Петрович — шахтар, Герой України.

## Цікаві факти
На шахті «Юнком» (ВО «Орджонікідзевугілля») у м. Бунге (у 1979 році — Юнокомунарівськ), на глибині 903 м 16 вересня 1979 р. о 9 годині (GMT) було здійснено підземний ядерний вибух потужністю 0,2—0,3 Кт тротилового еквівалента (Об'єкт «Кліваж»). Мета вибуху — зниження напруги в гірничому масиві, що мало підвищити безпеку відпрацювання вугільних пластів. Відстеження радіоактивного фону в області вибуху триває до сьогодні.
За десятиріччя 1979—1989 рр. чисельність населення Бунге зменшилася з 22,5 тис. до 20,7 тис. осіб.